# Apache (label)
Pour les articles homonymes, voir Apache.
Apache est un label musical créée par Michel Berger et Patrick Villaret en 1982. Il édite essentiellement les disques de Michel Berger et France Gall, mais aussi d'autres artistes tels que Claude Engel, Jean Schultheis et Hervé Cristiani,.
Apache a distribué la bande originale du film Tenue de soirée composée par Serge Gainsbourg et le 45 tours du thème de l'émission Ushuaïa.
L'essentiel des disques Apache ont été distribuées par WEA.